# Anoplophora mamaua
Anoplophora mamaua es una especie de escarabajo longicornio del género Anoplophora, subfamilia Lamiinae. Fue descrita científicamente por Schultze en 1923.
Se distribuye por Filipinas. Mide 33-45 milímetros de longitud. El período de vuelo de esta especie ocurre en los meses de febrero, marzo, abril, mayo y agosto.